# 恩特雷里烏斯 (聖卡塔琳娜州)
恩特雷里烏斯（葡萄牙語：Entre Rios），是巴西的城鎮，位於該國南部，由聖卡塔琳娜州負責管轄，始建於1995年7月19日，面積105平方公里，海拔高度400米，2010年人口3,018，人口密度每平方公里28.7人。
26°43′26″S 52°33′39″W / 26.72389°S 52.56083°W